# Институт языкознания РАН
Институ́т языкозна́ния РАН (ИЯз РАН) — структурное звено секции языка и литературы отделения историко-филологических наук РАН.
Институт является одним из ведущих языковедческих научно-исследовательских учреждений в России. В нём проводятся исследования теоретических проблем языкознания, а также изучаются языки России, СНГ и зарубежных стран, в том числе индоевропейские (романские, германские, кельтские, иранские, анатолийские), тюркские, монгольские, финно-угорские языки, языки Кавказа, Тропической Африки, Восточной и Юго-Восточной Азии. Значительное внимание уделяется также проблемам типологического и сравнительно-исторического языкознания, исследованию социолингвистических проблем (языковая ситуация, языковая политика, языковые конфликты) в разных регионах мира.

## История
Институт языкознания АН СССР (с 1991 года — Институт языкознания РАН) был создан в 1950 году в Москве после так называемой «дискуссии о языкознании» на волне кампании против марризма. Институт организовали на базе учреждённого в 1944 году Института русского языка АН СССР и ленинградского Института языка и мышления им. Н. Я. Марра, бывшего до этого ведущим центром теоретических исследований языка в СССР. Последний в 1952 году был переименован в Ленинградское отделение Института языкознания АН СССР и подчинён руководству вновь созданного московского института (такое положение имело место вплоть до 1991 года, когда ЛО ИЯз было преобразовано в самостоятельный Институт лингвистических исследований РАН).
Первым директором Института стал акад. В. В. Виноградов, в 1954 году директором был назначен его заместитель акад. В. И. Борковский, В. В. Виноградов же в 1958 году возглавил вновь образованный Институт русского языка АН СССР. В дальнейшем Институт возглавляли акад. Б. А. Серебренников (1960—1964), член-корр. АН СССР Ф. П. Филин (1964—1968), член-корр. РАН В. Н. Ярцева (1968—1977), акад. Г. В. Степанов (1977—1986), член-корр. РАН В. М. Солнцев (1986—2000), член-корр. РАН В. А. Виноградов (2001—2012).
19 июня 2012 года в должности директора Института языкознания РАН утверждён член-корр. РАН В. М. Алпатов (избран общим собранием научных сотрудников института 28 апреля 2012 года).
25 мая 2017 года на общем собрании трудового коллектива Института директором избран доктор филологических наук А. А. Кибрик. 17 марта 2022 года А. А. Кибрик был переизбран директором Института.

## Руководство
Руководство Институтом осуществляет Дирекция в составе:
- директор Института — д.фил.н., профессор Андрей Александрович Кибрик
- заместитель директора по научной работе —д.фил.н. Андрей Владимирович Сидельцев
- заместитель директора по научной работе — к.фил.н. Игорь Игоревич Исаев
- заместитель директора по административным вопросам и развитию[6] — Анна Владимировна Данилина
- учёный секретарь — к.фил.н. Наталья Львовна Артамонова.

Директор возглавляет также Учёный совет института.

## Структурные подразделения
Структура научных подразделений Института включает один научно-исследовательский центр, 8 исследовательских отделов, отдел международных связей и отдел по подготовке научных кадров. С 2002 г. в состав Института включена также Кафедра иностранных языков, основанная в 1934 г. и ранее подчинявшаяся непосредственно Президиуму Академии наук.
Подразделения Института:
- Научно-исследовательский центр по национально-языковым отношениям
- Отдел теоретического и прикладного языкознания
  - сектор теоретического языкознания
  - сектор прикладного языкознания
- Отдел типологии и ареальной лингвистики
  - сектор типологии
  - сектор ареальной лингвистики
- Сектор общей компаративистики
- Отдел экспериментальных исследований речи
- Отдел психолингвистики
- Отдел индоевропейских языков
  - сектор германских языков
  - сектор романских языков
  - сектор иранских языков
  - сектор анатолийских и кельтских языков
- Отдел урало-алтайских языков
  - сектор финно-угорских языков
- Отдел кавказских языков
- Отдел языков Восточной и Юго-Восточной Азии
- Отдел африканских языков
- Отдел по подготовке научных кадров
- Отдел международных связей

Для организации работы в рамках Института имеются: секретариат, административно-управленческий аппарат и хозяйственный отдел.

## Научные направления
В Институте языкознания РАН представлены следующие научные направления:
- теория языка, лингвистическая типология и сравнительно-историческое языкознание;
- описание языков мира, в том числе редких и исчезающих языков;
- ареальная лингвистика;
- социолингвистика;
- этнолингвистика;
- психолингвистика;
- история литературных языков;
- компьютерная лингвистика;
- лексикография;
- логический анализ языка;
- экспериментальная фонетика и семантика;
- теория перевода.

## Проекты
Сотрудниками Института готовится многотомное энциклопедическое издание «Языки мира», из печати вышло 14 томов, опубликована трехтомная энциклопедия языков России и нового зарубежья, создаются словари, научные монографии. Ведутся международные исследования совместно с Францией, США, Канадой, Испанией, Германией, Вьетнамом и другими странами.
Институт оказывает практическую помощь в разработке письменностей и литературных норм редких и возрождаемых языков (например, саамского языка).
Учеными Института языкознания РАН создан «Лингвистический энциклопедический словарь», первое издание которого под редакцией В. Н. Ярцевой вышло в 1990 году (2-е изд. в 2002 году). В 1995 году основные авторы и редактор энциклопедии были удостоены Государственной премии в области науки и техники.

## Сотрудники
В настоящее время в Институте работают более 100 научных сотрудников, среди них:
- Алпатов, Владимир Михайлович, академик РАН
- Демьянков, Валерий Закиевич
- Дыбо, Анна Владимировна, член-корреспондент РАН
- Зализняк, Анна Андреевна
- Кормушин, Игорь Валентинович
- Коряков, Юрий Борисович
- Мудрак, Олег Алексеевич
- Никитина, Серафима Евгеньевна
- Плунгян, Владимир Александрович, академик РАН
- Порхомовский, Виктор Яковлевич
- Пюрбеев, Григорий Церенович
- Рябцева, Надежда Константиновна
- Сидельцев Андрей Владимирович
- Сигал, Кирилл Яковлевич
- Тестелец, Яков Георгиевич
- Фещенко, Владимир Валентинович
- Фрумкина, Ревекка Марковна
- Чирикба, Вячеслав Андреевич
- Эдельман, Джой Иосифовна
- Янко, Татьяна Евгеньевна

В разные годы в Институте также работали:

| - Абаев, Василий Иванович - Аксёнова, Ирина Степановна - Алексеев, Михаил Егорович - Арутюнова, Нина Давидовна - Баскаков, Александр Николаевич - Баскаков, Николай Александрович - Благова, Галина Федоровна - Бокарёв, Евгений Алексеевич - Булыгина, Татьяна Вячеславовна - Вольф, Елена Михайловна - Гухман, Мирра Моисеевна - Дешериев, Юнус Дешериевич - Дмитриев, Николай Константинович - Долгопольский, Арон Борисович - Жирков, Лев Иванович - Журавлёв, Владимир Константинович - Журинская, Марина Андреевна - Журинский, Альфред Наумович - Исаев, Магомет Измайлович - Калыгин, Виктор Павлович - Климов, Георгий Андреевич - Коваль, Антонина Ивановна - Королёв, Андрей Александрович - Крысин, Леонид Петрович - Крючкова, Татьяна Борисовна - Кубрякова, Елена Самуиловна | - Кумахов, Мухадин Абубекирович - Леонтьев, Алексей Алексеевич - Ломтев, Тимофей Петрович - Майтинская, Клара Евгеньевна - Макаев, Энвер Ахмедович - Мельчук, Игорь Александрович - Мусаев, Кенесбай Мусаевич - Новиков, Анатолий Иванович - Охотина, Наталья Вениаминовна - Потапов, Всеволод Викторович - Реформатский, Александр Александрович - Селиверстова, Ольга Николаевна - Сигаури, Илесс Мутусович - Слюсарева, Наталия Александровна - Смирницкий, Александр Иванович - Сорокин, Юрий Александрович - Старостин, Сергей Анатольевич - Степанов, Юрий Сергеевич - Суперанская, Александра Васильевна - Талибов, Букар Бекирович - Топорова, Ирина Николаевна - Тенишев, Эдхям Рахимович - Хайдаков, Саид Магомедович - Шахнарович, Александр Маркович - Швейцер, Александр Давыдович - Юдакин, Анатолий Петрович |